# Новачекіт
Новачекіт (рос. новачекит; англ. novacekite; нім. Novačekit) — мінерал, водний ураноарсенат магнію шаруватої будови, група отеніту. Хімічна формула: Mg[UO2|AsO4]2·10H2O. Містить (%): MgO;— 4,01; UO3;— 56,96; As2O5;— 22,88; H2O;— 16,15.
Сингонія тетрагональна. Дитетрагонально-дипірамідальний вид.
Утворює лусочки, таблички, пластинки, лускаті агрегати.
Спайність досконала.
Густина 3,13-3,25.
Твердість 2-3.
Колір солом'яно-жовтий до лимонно-жовтого.
Блиск слабкий, воско-подібний. Знайдений разом з ураноспінітом, лімонітом, кварцом у Шнеберґу (Саксонія, ФРН), Менценшванді (Шварцвальд, ФРН), Яхімові (Чехія), Вудро-Майн (штат Нью-Мексико, США) як вторинний мінерал.
Названий за прізвищем чеського мінералога Р. Новачека (R. Novaček), C. Frondel, 1951.